# Тргови
Тргови су насељено мјесто у општини Двор, у Банији, Сисачко-мославачка жупанија, Република Хрватска.

## Историја
Тргови су се од распада Југославије до августа 1995. године налазили у Републици Српској Крајини.

## Становништво
На попису становништва 2011. године, Тргови су имали 100 становника.
| Националност       | 1991. | 1981. | 1971. | 1961. |
| Срби               | 246   | 272   | 300   | 296   |
| Југословени        | 3     | 3     | 3     |       |
| Хрвати             | 4     | 6     | 2     | 2     |
| остали и непознато | 3     |       |       | 1     |
| Укупно             | 256   | 281   | 305   | 299   |

| Демографија | Демографија | Демографија |
| Година      | Становника  | Становника  |
| ----------- | ----------- | ----------- |
| 1961.       | 299         |             |
| 1971.       | 305         |             |
| 1981.       | 281         |             |
| 1991.       | 256         |             |
| 2001.       | 115         |             |
| 2011.       |             | 100         |

## Попис 1991.
На попису становништва 1991. године, насељено место Тргови је имало 256 становника, следећег националног састава:
| Попис 1991.‍  | Попис 1991.‍  | Попис 1991.‍ | Попис 1991.‍ | Попис 1991.‍ |
| ------------ | ------------ | ----------- | ----------- | ----------- |
|              |              |             |             |             |
| Срби         | Срби         |             | 246         | 96,09%      |
| Хрвати       | Хрвати       |             | 4           | 1,56%       |
| Југословени  | Југословени  |             | 3           | 1,17%       |
| регион. опр. | регион. опр. |             | 2           | 0,78%       |
| непознато    | непознато    |             | 1           | 0,39%       |
| укупно: 256  |              |             |             |             |

## Знамените личности
- Милан Јока, генерал-потпуковник Југословенске народне армије и народни херој Југославије